# Cerro Inti Rumi
Cerro Inti Rumi är ett berg i Bolivia.   Det ligger i departementet Chuquisaca, i den centrala delen av landet, 14 km väster om huvudstaden Sucre. Toppen på Cerro Inti Rumi är 3 651 meter över havet, eller 12 meter över den omgivande terrängen. Bredden vid basen är 0,13 km.
Terrängen runt Cerro Inti Rumi är huvudsakligen kuperad, men den allra närmaste omgivningen är bergig. Runt Cerro Inti Rumi är det ganska tätbefolkat, med 72 invånare per kvadratkilometer.. Närmaste större samhälle är Sucre, 13,5 km öster om Cerro Inti Rumi. 
Omgivningarna runt Cerro Inti Rumi är i huvudsak ett öppet busklandskap.